# インターネットマーケティング
インターネットマーケティング（英: Internet marketing）は、インターネット上での商品やサービスのマーケティングである。
Webマーケティング、オンラインマーケティング、ネットマーケティング、eマーケティングなどとも。
デジタルマーケティングより狭い概念だが、ほぼ同義に扱われていることが多い。

## 解説
インターネットは数々のユニークな利点をマーケティングにもたらした。その1つは、情報の配布コストを低減したことと世界的な一般大衆を相手にできるメディアである。インターネットマーケティングの相互作用性は、素早い応答と相手の反応を引き出すのが特徴で、メディアとしての独自の利点である。インターネットマーケティングは狭義にはインターネットや電子メールなどを利用したマーケティングだが、広義にはデジタル化された顧客データ管理システムや電子的な顧客関係管理システムも含む。
インターネットマーケティングは、インターネットの創造的な面と技術的な面を統合した概念であり、設計、開発、デザイン、広告、販売、マーケティングリサーチ、といったものを含む。
インターネットマーケティングはまた、顧客獲得サイクルの各段階に沿って、検索エンジンマーケティング (SEM)、検索エンジン最適化 (SEO)、特定サイトでのバナー広告、電子メールマーケティング、Web 2.0 戦略などをメディアに配置することを意味する。2008年、ニューヨーク・タイムズは comScore と共同で、インターネットを基盤とする大企業が収集したユーザーデータの量を見積もった。企業ウェブサイト(コーポレートサイト)でのやりとりを4種類想定し、広告をクリック（ヒット）する場合も考慮に入れると、平均的なインターネットユーザーが1カ月で最大2,500回のデータを企業にもたらす可能性があるとした。

## ビジネスモデル
インターネットマーケティングにはいくつかのビジネスモデルがある。
- 電子商取引 — 消費者 (B2C) または企業 (B2B) に直接商品を販売する。
- 出版 — 広告の販売
- 見込み客情報ベースのウェブサイト — ウェブサイトから見込み客情報を生成することで価値を生み出す。
- アフィリエイトマーケティング — ある人が生み出した商品やサービスを別の販売者が販売（または広告）し、利益をシェアする。商品の所有者は何らかのマーケティング材料を提供する。
- ソーシャルネットワーキングサービス — 顧客、消費者との関係性を作り、維持するコミュニティでのコミュニケーション
- トリプルメディア —自社サイト＝オウンドメディア、広告、ペイドパブリシティ＝ペイドメディア、ネット上の口コミ＝アーンドメディアという３つのメディアを送り手がマネージする考えかた。IMC（統合型マーケティングコミュニケーション）のデジタル版である。

個人や企業のニーズに応じて、他にも様々なビジネスモデルがあり、インターネットマーケティングのキャンペーンを展開することがある。

### 1対1アプローチ
ターゲットユーザーは通常1人でインターネット（World Wide Web）をブラウズしているので、マーケティングメッセージは個人に届くことになる。これを重視したアプローチとして、検索マーケティングがある。この場合、ユーザーが入力した検索キーワードに対応して広告が表示される。

### 特定の関心へのアピール
インターネットマーケティングでは、漠然とした不特定多数よりも特定の振る舞いや関心にアピールすることを重視する。広告する側は一般に顧客を年齢、性別、居住地といった要素で分類する。そして、インターネットでは顧客の活動や地理的要素を考慮して、特定ターゲット向けにマーケティング活動を行うことができる。たとえば、カヤックを販売する会社は、カヤックやカヌーに関するウェブサイトに広告をポストでき、その場合相手はカヤックに既に関心を持っていると期待できる。
雑誌広告はインターネットマーケティングとは異なり、定期刊行物の読者へのアピールを目的とする。広告する側は、ターゲットとする人々（画像をアップロードするとか、ブログを書くといった活動をしている人々）に関する知識を持っているので、特定の人々がその新製品やサービスに興味を持つだろうという期待に頼ってはいない。

### ジオターゲティング
ジオターゲティングとジオマーケティングは、ウェブサイトの訪問者の物理的な所在地を特定し、それ（国、地域、組織、ISPなど）に基づいて最適のコンテンツを提示する手法である。

#### ユーザー選択型
ジオターゲティングでのユーザー選択型の例として、FedEx のウェブサイト FedEx.com がある。FedEx.com を訪問すると、最初にユーザーの国を尋ねられ、その回答によって表示するコンテンツが選択される。

#### 自動選択型
自動選択型は、IPアドレスなどから自動的にユーザーの地理的位置を推測し、それにしたがってコンテンツを選択する方式である。

## 利点
インターネットマーケティングは、対象への到達具合とそれにかかるコストを考えたとき、比較的安価である。企業は比較的小さな広告予算で幅広い聴衆に広告を到達させることができる。メディアの性質上、消費者は自分の都合のよいときに製品やサービスを研究し、購入することができる。したがって企業から見れば、消費者にアピールし、迅速に結果を得られるという利点がある。マーケティングの戦略や全体としての効果は、ビジネス目標とCVP分析に依存する。
また、統計を素早く安価にとれるという利点もある。インターネットマーケティングはあらゆる観点で監視し、測定し、評価することができる。広告主は様々な手法を使うことができる。インプレッション保証型広告、検索連動型広告、成功報酬型広告などがある。広告主はどのメッセージが最も顧客にアピールしたかを判断できる。一般に広告をユーザーがクリックし、ウェブサイトを訪れ、企業が望む行動をとらせることが最終目的であり、キャンペーンの結果は即座に収集・測定できる。これが例えば街角のポスターの場合、個人がそれを見て興味を持ち、後でもっと情報を得ようとしたとしても、インターネットマーケティングのような測定はできない。
2007年現在、インターネットマーケティングは他のメディアよりも急成長している。インターネットメディアでの露出、反応、総合効率は伝統的なオフラインメディアよりも追跡が容易であるため、広告主への説明が容易である。広告する側は、個々の広告媒体について測定するよりも、マーケティング全体の効果（すなわち、インターネットが店舗での売り上げに与える影響など）を測定する必要に気づくようになってきた。マルチチャネル・マーケティングの効果は判定が難しいが、キャンペーンの効果を見極めるための重要な部分である。

## 限界
インターネットマーケティングでは、顧客に対して新たな技術を使うことを強いる。また、低速なインターネット接続も障害となる。企業が巨大で複雑なウェブサイトを構築している場合、ダイヤルアップ接続やモバイル機器でインターネットに接続している人は大きな遅延を感じることになる。
購入者の観点から見ると、商品に事前に触ったり、匂いを嗅いだり、味わったり、試着したりということができないという問題がある。その代わりとして一般に電子商取引で購入した商品は、店舗で購入した場合よりも返品に寛容である。
410人のマーケティング担当重役への調査から、大企業がオンライン市場に参入する際の参入障壁として、影響を推測する能力の不足、社内の能力不足、経営陣を納得させる困難さなどがあることがわかった。

## セキュリティ問題
オンラインビジネスでは、情報セキュリティは企業にとっても顧客にとっても重要である。インターネットでの商品購入を避ける顧客の多くは、個人情報の漏洩の恐れを理由に挙げている。プライバシーポリシーの実装には、暗号が大前提となる。
オンラインでビジネスを行っている企業が顧客情報を売ったり、横流しするという事態が発生している。それら企業の一部はウェブサイトで、顧客情報が公開されることはないと保証している。顧客情報を購入する会社は、データベースから各個人の情報を消去するオプションを提供している。しかし、多くの顧客は個人情報が他社に共有されることに気づかず、そのような事態が発生しても情報が流れることを止められない。
電子商取引で消費者が抱くもう1つのセキュリティ上の懸念は、購入したかったものが正しく届くかどうかである。このため各社はブランドイメージを確立しようとしたり（例えば、Amazon.com、eBayなど）、何らかの方法（格付け、債権など）で保証を与えようとする。これらは全て、企業が提供する製品やサービスが信頼できることを確信させるためであり、消費者に取引が安全だと保証するためである。さらにオンラインの支払い機構（クレジットカード、PayPal、Google Checkout など）も問題発生時の保護システムとして働く。

## ブロードバンド化の進展に伴う傾向
オンライン広告技法は、通信業界の技術的進歩に強く影響されている。実際、多くの業者は単なるテキストベースのオンライン広告からマルチメディアの広告へとシフトしていった。それによって広告の効果が向上した。この進化を実現する要因となった技術的進歩がブロードバンド化である。
2005年3月、アメリカ合衆国の家庭の約半分でブロードバンド接続が実現していた。2008年5月になると、アメリカでの家庭のインターネット接続の約90%がブロードバンド化された。2008年6月のエーシーニールセンの調査によると、アメリカ合衆国のインターネット利用者数は220,141,969人という見積もりがなされた。すると、アメリカでブロードバンド接続でインターネットを利用している人は1億9900万人という計算になる。
結果として、この急成長する市場の1億9900万人のメンバーがマウスをクリックしながらTVのような広告を見ることができるということになる。そこでオンライン広告作成者は、見た人が褒めたくなるようなマルチメディア・コンテンツをデザインすべく作業している。接続速度が今後も上がっていけば、オンライン広告も増えていくだろう。

## 業界への影響
インターネットマーケティングは、広告業界だけでなく、音楽、フイルム、医薬、銀行、フリーマーケットといった小売指向の業界に大きな影響を与えた。インターネットマーケティングは市場シェアから見ればラジオ市場を上回っている。音楽業界ではここ数年、コンパクトディスクの販売に加えて、インターネットでの音楽ダウンロードによる販売が伸びている。2008年、Appleの iTunes Store はアメリカ合衆国で最大の音楽ベンダーとなった。
銀行業務をオンラインで提供する銀行も増えている。インターネットバンキングは、支店に足を運ぶよりも簡単に利用できることから、顧客にアピールすると考えられている。現在アメリカの成人のうち1億5000万人がオンラインで銀行を利用しており、その急成長の要因はインターネット接続の高速化にあると言われている。インターネット利用者の44%がインターネットバンキングを利用している。
インターネットオークションも一般化している。かつてはフリーマーケットに足を運ばなければ見つからなかったアイテムが、インターネットオークションで売られている。専門化した電子商店で骨董品や映画の小道具などの商品が売られている。アメリカでは、eBayなどで売られている価格で実際のフリーマーケットでの価格が決まるという傾向が出ている。フリーマーケット出店者がインターネット上で商品の広告を出すことも多くなっている。
広告業界自体への影響は大きい。数年で、オンライン広告市場は毎年数百億ドルの規模に成長した。プライスウォーターハウスクーパースによれば、2006年のアメリカでのインターネットマーケティング費用は169億ドルだったという。
インターネットマーケティングは選挙にも影響を与えるようになってきた。2008年、アメリカ大統領選挙の候補者らは有権者に声を届けるためにインターネットマーケティングの戦略を多用した。バラク・オバマ大統領は、民主党の大統領候補予備選の最中に1日で100万ドルの資金を集めたが、その多くはオンラインの寄付だった。